# ポルト・エンペードクレ
ポルト・エンペードクレ（イタリア語: Porto Empedocle）は、イタリア共和国シチリア自治州アグリジェント県にある、人口約17,000人の基礎自治体（コムーネ）。

## 名称
シチリア語では「Marina」。

## 地理

### 位置・広がり

#### 隣接コムーネ
隣接するコムーネは以下の通り。
- アグリジェント
- レアルモンテ

## 歴史
2003年に、コムーネは作家アンドレア・カミッレーリによる架空の地名である「Vigata」をポルト・エンペードクレの正式名称に付加する事を決定した。しかし、この決定は2009年に取り消された。

## 交通

### 鉄道
- ポルト・エンペードクレ駅

## 人物

### 著名な出身者
- アンドレア・カミッレーリ - 作家。

### ゆかりの人物
- ルイジ・ピランデルロ - 19-20世紀の作家。青年期に当地で働いた。